# De Wahl
de Wahl är en gren av en vallonsläkt som kom till Sverige med Johan de Val (död 1666) under 1620-talet. Han blev snidverkssmed på myntverket i Säters stad, och följde med då det 1644 flyttade till Avesta. I Säters mantalslängd 1643 är han stavad DeWaal, nästan som sedvanlig tysk/nederländsk stavning, vilket dock mer korrekt skulle vara "de Waal". På flamländska är "de" bestämd artikel, och "de Waal" skulle helt enkelt betyda vallonen på flamländska.
Namnet uttalades därmed vanligen med ett kortare a-ljud, lite mitt emellan ett rent långt respektive kort a, och de flesta släktmedlemmar kom närmast per omgående att skrivas Devall eller Dewall i kyrkböckerna, i den mån man höll sig inom smedskrået eller olika borgerliga yrken och fortsatte bli skrivna med släktnamn. Samtidigt har dock stavningar som tydligt pekar ut uttal med långt a, "Devahl", "Deval", "de Vahl", "de Wahl", alltid också varit flitigt förekommande.

## Historia
Johan de Vals äldste son var Olof Devall (född 1624 i Säter, död 1715 i Romfartuna), klensmed i Valla Torp i Romfartuna, Dennes sonson J(oh)an J(oh)ansson Dewall (född 1696 i Romfartuna, död 1743 i Almö i Västerås-Barkarö) hade tre söner som bildade familj, varav två har fortsatta agnatiska ättlingar än idag. Johan Janssons (född 1723 i Kila, död 1757 i Svedvi) gren förefaller utdöd, men från Olof Jansson (född 1725 i Kila, död 1795 i Västerås-Barkarö), bonde i Askö i Västerås-Barkarö, grenade ättlingarna så småningom ut sig i två grenar Johansson och en gren Jansson, lustigt nog från tre söner till samme Johan, oftast kallad Jan. Släktnamnen Lönngren, Tidbeck, Hillgren och Jigland har antagits eller upptagits efter mödrar eller styvfäder.
Jakob Jansson (född 1737 i Romfartuna, död 1817 i Skoklosters socken) blev bonde i Sjusta i Skokloster. Två söner till honom bildade familjer. Den äldre sonen Jan Jakobssons (född 1762 i Skokloster, död där 1812) gren dog ut på raka manslinjen med en son till honom 1873, men släktnamnet de Wahl, med just den stavningen, återupptogs på grenen från den yngre sonen Anders Jakobsson Deval (född 1768 i Skokloster, död där 1825). Under några perioder i sitt liv arbetade han som rättare och skrevs då Deval, övriga perioder skrevs han Jakobsson. Sonen Johan (1810–1859) blev klockare och skolmästare och skrev sig Dewal och från cirka 1840 konsekvent de Wahl. Han blev far till Oscar de Wahl och farfar till Anders de Wahl.
Raka manslinjen och/eller någon variant av släktnamnet fortlever också än idag från en eller två av stamfadern Johan de Vals sex ytterligare kända söner, och ytterligare tre hade sådana grenar in på 1700- respektive in på 1800-talet. Den klart största grenen är den från Erik Dewall (född 1633, död 1689 i Gunnilbo), snidverkssmed i Avesta och senare spiksmed i Färna bruk i Gunnilbo. En stor huvudgren av hans ättlingar har varit smeder vid Gålsjö bruk utanför Sollefteå. Även från honom finns en gren, då bosatt i Norberg och Karbenning, som redan under 1700-talet "gick ner i bondeståndet" och slutade bära släktnamnet men länge levde vidare på raka manslinjen. En kvarvarande kvist tog i början av 1900-talet namnet Ekberg, och lever till största delen i USA, en till med namnet Eriksson är på utdöende på svärdssidan med en siste manlig medlem med namnet Eriksson som har döttrar som bär sin mors namn. En medlem som här tog ett helt nytt namn var järnvägs- och ombudsmannen August Nelgård, gift men barnlös.

## Varianter
På en lite mindre gren som då levde i Norrbärke och i Stockholm återgick man vid 1880-talet till den förmodade svenska ursprungsstavningen de Val, och på den här grenen har även ett par syskon och kusiner under 1900-talet upptagit namnet efter sin mormor/farmor. Curlingspelaren Almida de Val hör hit. Grenen har på senare år behövt flyttas i släktträdet, från stamfaderns redan nämnde son Erik till antingen stamfaderns son Johan, alternativt till en okänd dotter som skulle kunna ha varit gift med en Johan. Nämnde Erik hade en son Abraham som är känd som 16 år gammal 1688, men nästa led till denna de Val-gren, som således hette Abraham, har på sen tid upptäckts aldrig ha varit skriven med patronymikon Eriksson, men väl Johansson, och kan alltså inte vara identisk med Eriks son med samma namn. Stamfaderns son Johan har sedan 1950-talet förutsatts vara den "unge Johan de Vall" för vilken testaments- eller begravningspengar erläggs i Avesta i januari 1661, men det bör minst lika gärna kunna syfta på en brorson (son till stamfaderns äldste son Olof) som också hette Johan, som det också har erlagts pengar för fyra veckor tidigare.
Flera medlemmar av den större Gålsjö-grenen har efter insikten om släktskapet med Anders de Wahl i och med artikeln 1958, se källförteckningen, övergått från vanligen Devall till de Wahl eller de Vahl. I övrigt förekommer namnet både med v och w, både med "de" som ett separat prefix och med hela namnet sammanskrivet, och för flera släktmedlemmar som har "de" som ett separat prefix har det av någon anledning blivit stavat "De" med stort D i folkbokföringen. Så släktnamnet finns i ett otal varianter.